# Мартынов, Михаил Арифович
Михаи́л Ари́фович Марты́нов (род. 6 ноября 1951, Сыктывкар) — советский и российский тренер по боксу. Тренер-преподаватель ГБУ РК «Спортивная школа № 2» и боксёрского клуба «Ён ош», личный тренер бронзового призёра Олимпийских игр, призёра чемпионатов Европы и мира Владимира Никитина. Заслуженный тренер России (2017).

## Биография
Михаил Мартынов родился 6 ноября 1951 года в городе Сыктывкаре, Республика Коми. В молодости сам активно занимался боксом, проходил подготовку под руководством тренера Анатолия Балалаева. Двукратный победитель всесоюзного турнира «Огни Вычегды», многократный чемпион Республики Коми, выполнил норматив мастера спорта СССР.
В 1975 году окончил Сыктывкарский целлюлозно-бумажный техникум.
Начиная с 1994 года занимался тренерской деятельностью, работал тренером-преподавателем в Государственном бюджетном учреждении Республики Коми «Спортивная  школа олимпийского резерва № 2», где подготовил множество титулованных боксёров, добившихся успеха на всероссийском и международном уровнях. Занимал должность старшего тренера сборной команды Республики Коми по боксу. Основатель сыктывкарского боксёрского клуба «Ён ош».
Один из самых известных его воспитанников — заслуженный мастер спорта Владимир Никитин, бронзовый призёр летних Олимпийских игр в Рио-де-Жанейро, серебряный призёр чемпионата мира, обладатель бронзовой награды чемпионата Европы, многократный чемпион России. За подготовку этого спортсмена в 2017 году Михаилу Мартынову было присвоено почётное звание «Заслуженный тренер России». Также его учеником является мастер спорта Никита Елфимов, призёр национального первенства, член сборной команды России. Под руководством Мартынова в разное время тренировались мастера спорта Руслан Павлов, Иван Головской и др.
Награждён нагрудным знаком «Отличник физической культуры и спорта». Тренер высшей квалификационной категории.
С 2016 года — депутат Совета Сыктывкара от партии «Единая Россия».